# Anniellidae
Famille
Les Anniellidae sont une famille de sauriens. Elle a été créée par George Albert Boulenger en 1885.

## Répartition
Les espèces de cette famille se rencontrent en Californie aux États-Unis et en Basse-Californie au Mexique.

## Description
Les espèces qui la composent sont des lézards apodes pouvant atteindre 30 cm, carnivores et vivipares.

## Liste des genres
Selon The Reptile Database (1 juin 2012)
- Anniella Gray, 1852

et le genre fossile 
- †Apodosauriscus Gauthier, 1982

## Publication originale
- Boulenger, 1885 : Catalogue of the lizards in the British Museum (Natural History) II. Iguanidae, Xenosauridae, Zonuridae, Anguidae, Anniellidae, Helodermatidae, Varanidae, Xantusiidae, Teiidae, Amphisbaenidae, Second edition, London, vol. 2, p. 1-497 (texte intégral).